# Видзяс
Видзяс (Видзьяс) — река в России, протекает по Сысольскому району Республики Коми.

## География
Устье реки находится в 118 км по правому берегу реки Сысола. Длина реки составляет 13 км. На реке находится посёлок Видзас.

## Данные водного реестра
По данным государственного водного реестра России относится к Двинско-Печорскому бассейновому округу, водохозяйственный участок реки — Вычегда от истока до города Сыктывкар, речной подбассейн реки — Вычегда. Речной бассейн реки — Северная Двина.
Код объекта в государственном водном реестре — 03020200112103000019850.